# 퇴폐주의

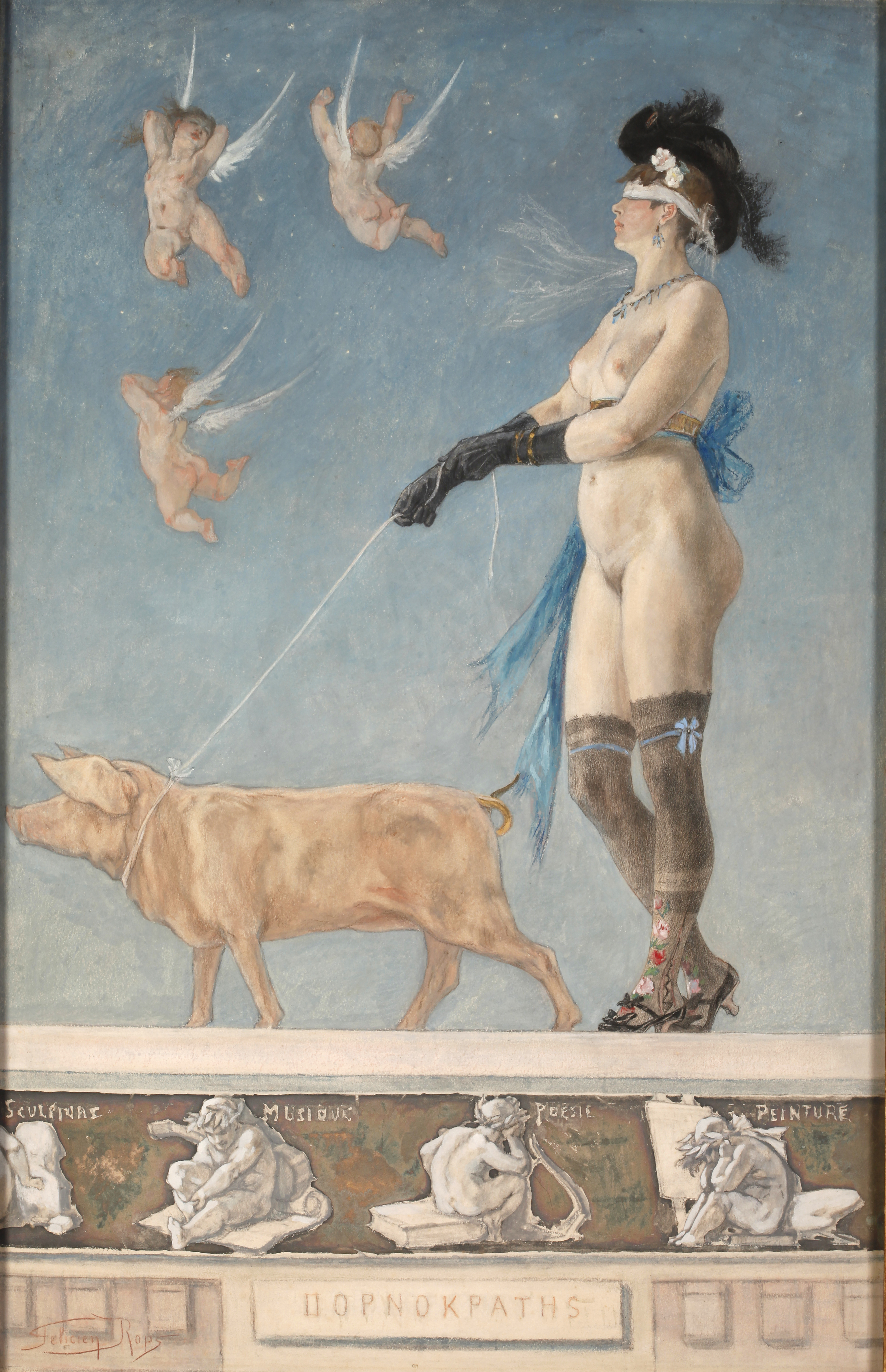
펠리시앵 롭스의 《포르노크라테스》

퇴폐주의(頹廢主義, 프랑스어: décadentisme 데카당티슴[*])는 19세기 서유럽의 문예운동이다. 프랑스에서 유행하여 유럽과 미국 전역으로 퍼졌다. 자기혐오, 세계혐오, 회의주의, 도착성, 자연세계와 논리에 대한 인간 창조성의 우월성 등으로 특징지어진다.
대표적인 작가로는 미술 분야의 펠리시앵 롭스, 소설의 조리스-카를 위스망스, 시문학의 보들레르와 랭보 등이 꼽힌다.

## 같이 보기
- 압생트
- 벨 에포크
- 라파엘 전파